# Nedlloyd
Scheepvaartsamenwerkingsverband, later scheepvaartmaatschappij Nedlloyd (niet te verwarren met verzekeringsmaatschappij Nedlloyd) was vanaf 1960 als Nedlloyd Lijnen een samenwerkingsverband tussen de Koninklijke Rotterdamsche Lloyd (KRL) te Rotterdam en de Stoomvaart Maatschappij Nederland (SMN) te Amsterdam. Bij de fusie van deze grootste Nederlandse scheepvaartmaatschappijen in 1970 werd de naam Nedlloyd gebruikt in zowel de naam van de holding als in die van de belangrijkste werkmaatschappij (Koninklijke Nedlloyd Groep en Koninklijke Nedlloyd). Ook na een fusie met het Britse P&O in 2000 bleef de benaming in de bedrijfsnaam gehandhaafd: P&O Nedlloyd en nog later Royal P&O Nedlloyd.

## Nederlandse Scheepvaart Unie
De rederij Koninklijke Nedlloyd NV ontstond in 1970 als dochtermaatschappij van de Nederlandsche Scheepvaart Unie (NSU), de holding waarin de volgende Nederlandse rederijen fuseerden:
- Koninklijke Rotterdamsche Lloyd (KRL) te Rotterdam
- Stoomvaart Maatschappij Nederland (SMN) te Amsterdam
- Koninklijke Java-China-Paketvaart Lijnen (KJCPL) te Amsterdam
- Vereenigde Nederlandsche Scheepvaartmaatschappij (VNS) te Den Haag

In 1981 nam Nedlloyd de Koninklijke Nederlandse Stoomboot-Maatschappij (KNSM) te Amsterdam over.

### Gefuseerde rederijen
De Koninklijke Rotterdamsche Lloyd (KRL), opgericht in 1875 en gevestigd in Rotterdam, en de Stoomvaart Maatschappij Nederland (SMN), opgericht in 1870 en gevestigd in Amsterdam, waren vanaf hun oprichting actief met de vrachtvaart op Nederlandse overzeese gebiedsdelen in Azië.
De Koninklijke Paketvaart Maatschappij (KPM), opgericht in 1888, was formeel ook gevestigd in Amsterdam, maar had een operationeel hoofdkantoor in Batavia (Jakarta) midden in het vaargebied de Indische archipel, terwijl de KJCPL als aanvullend kon worden gezien voor de langere afstanden naar en van China en Japan. De passagiersvaart werd ook verder ontwikkeld en namen als de Boissevain en Nieuw Holland werden ook tijdens de Tweede Wereldoorlog zeer bekend.
In 1908 werd de Nederlandsche Scheepvaart Unie, een beschermingsconstructie, opgezet om de KRL, SMN en de KPM tegen overvallen van buitenaf te beschermen. In het kort betekende het ook dat KPM de vaart binnen de Indische archipel exclusief voor zich had verkregen en dat de KRL en SMN zich op andere vaargebieden konden concentreren. Deze vaart werd vanaf het begin van de twintigste eeuw sterk uitgebreid met de ontwikkeling van de passagiersvaart wat culmineerde in regelmatige en op elkaar afgestemde afvaarten vanaf Amsterdam en Rotterdam.

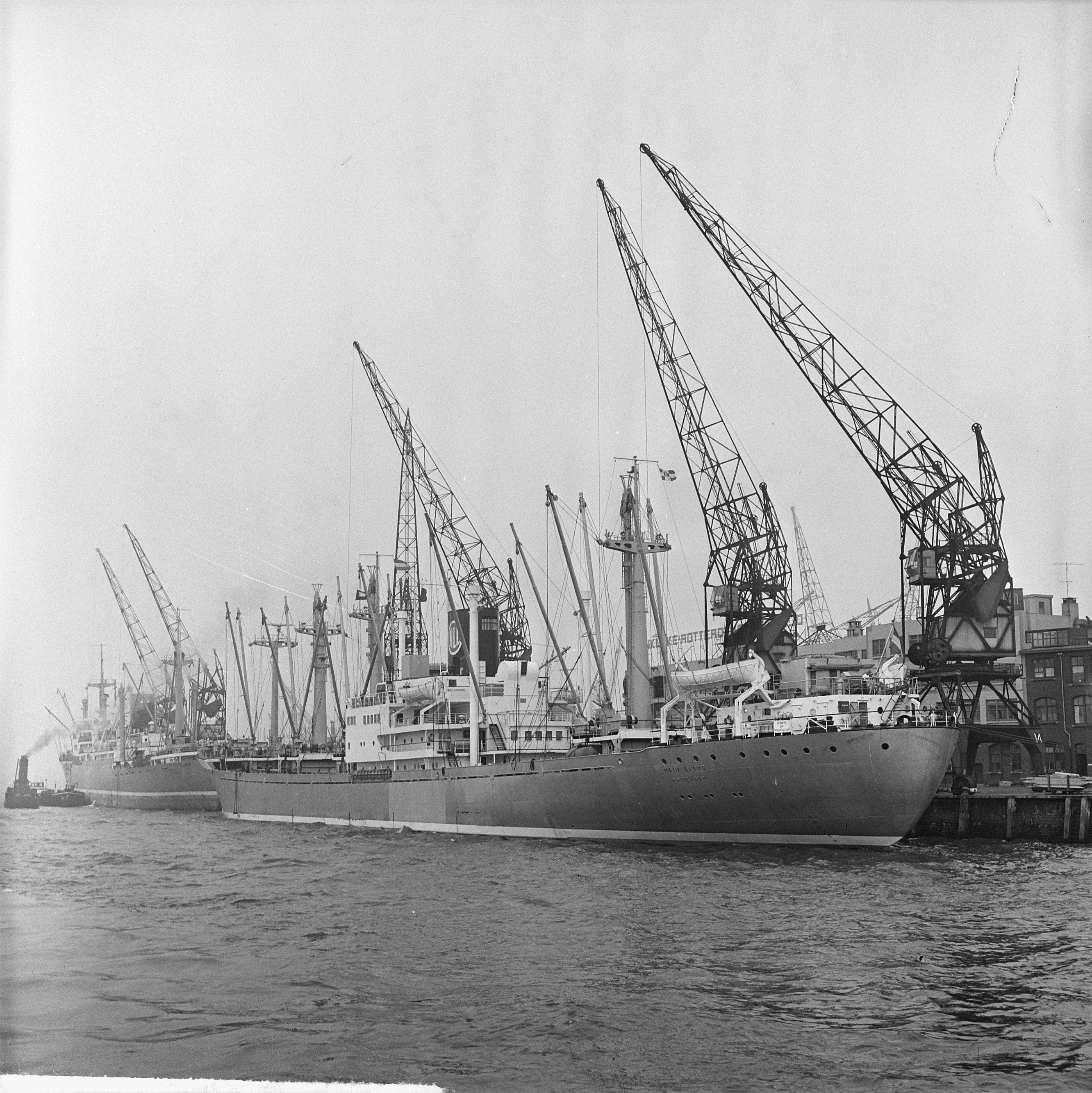
De Main Lloyd van de Koninklijke Rotterdamsche Lloyd langs de Lloydkade in 1964 voer op de Nedlloyd Lijn

Na de Tweede Wereldoorlog werkten ze samen als Nedlloyd Lijnen op hun vrachtlijndiensten, maar beide rederijen waren het verlies van de vaart op het voormalige Nederlands-Indië nog niet echt te boven gekomen. Daarnaast was er de Koninklijke Java-China-Paketvaart Lijnen (KJCPL), opgericht in 1902, buiten Nederland bekend onder de naam Royal Interocean Lines, opererend vanuit Hongkong. Het formele hoofdkantoor was echter gevestigd in Amsterdam en alle schepen hadden voor de herkenbaarheid het prefix Straat.
KJCPL en KPM werden al in 1967 samengevoegd omdat ze sterk te lijden hadden onder het verbod van de Indonesische overheid om nog langer in de Indonesische archipel te opereren. Het merendeel van de KPM-vloot lag opgelegd in Singapore, waarmee een einde kwam aan de welbekende inter-eiland diensten, wat uiteindelijk ook weer effect had op de economische ontwikkeling in Indonesië. De nieuw gevormde KJCPL had nog steeds te maken met sterk oplopende operationele kosten, waardoor een verdergaande rationalisatie moest worden voortgezet.
De KPM/RIL-dienst van Afrika naar de Perzische Golf werd uitgevlagd en als Mercury Lines voortgezet; bestuurd vanuit Hong Kong en Durban. Met name de Tjitarum en de Tjiwangi werden met het prefix Mercury nog jaren geëxploiteerd op de duo-diensten vanaf Oost-Afrika en Zuidelijk Afrika naar Iran, Saoedi-Arabië en de Verenigde Arabische Emiraten.
De Vereenigde Nederlandsche Scheepvaartmaatschappij (VNS) was een naoorlogs, door de KRL, SMN, Holland-Amerika Lijn, Phs. Van Ommeren en de KNSM, opgericht samenwerkingsverband. Het hoofdkantoor stond in Rijswijk met operationeel een Amsterdamse en een Rotterdamse tak. De VNS werkte aan een vergaande rationalisatie van de vloot en bereidde zich voor op de containerisatie van de Holland Australië Dienst met de bestelling van het eerste Nederlandse volcontainerschip Abel Tasman in 1968 om definitief deel te nemen in het internationale AECS-consortium. De containerisatie betekende een grote verandering. Bestaande schepen waren hier nauwelijks geschikt voor, zodat grote investeringen nodig waren in containers en nieuwe schepen. Waar rederijen zich met stukgoed eerder konden onderscheiden in hun ladingbehandeling, werd de container meer een commodity met bijbehorende lagere marges. Tegelijkertijd ging de overgang niet in elke haven even snel, zodat er tijdens de overgangsperiode schepen moesten zijn die overweg konden met meerdere transportvormen en havens.
Eind jaren 1960 werd in opdracht van de Koninklijke Nederlandse Redersvereniging een onderzoeksrapport De Nederlandse koopvaardij gepresenteerd door mr. Jan J. Oyevaar. Niemand had toen kunnen bevroeden dat de in 1908 opgerichte naamloze vennootschap in 1970 een echte beursgenoteerde werkmaatschappij zou worden waarmee de nadelen en bedreigingen, zoals geïdentificeerd in het rapport konden worden overwonnen.

## Koninklijke Nedlloyd
Op basis van het rapport-Oyevaar kwam de grootste fusie van de Nederlandse koopvaardij tot stand en werden KRL, SMN en VNS samengevoegd, om vanaf 15 juni 1970 verder te gaan onder de nieuwe naam Koninklijke Nedlloyd met een vlootbestand van 84 eenheden. Hoewel de KJCPL ook bij de fusie betrokken was, bleef deze als werkmaatschappij voorlopig apart met een vlootbestand van 53 eenheden. Ook werden bulkcarriers, tankers en traditionelere schepen van verschillende rederijen ondergebracht in Holland Bulk Transport (HBT). Hiervoor werden onder meer twee grote lng-tankers gebouwd, de Gastor en de Nestor, die echter door een verkeerd ingeschatte markt direct opgelegd moesten worden.
In 1977 werd de naam gewijzigd in Koninklijke Nedlloyd Groep N.V. met een notering aan de beurs van Amsterdam als vervanger van de NSU. Dat was ook het einde voor de KJCPL en HBT.

### ScanDutch
De Holland Verre Oosten Dienst stond zwaar onder druk en met de bestellingen van twee volcontainerschepen van de derde generatie in 1970 – de Nedlloyd Delft en de Nedlloyd Dejima – werd ook daar een begin gemaakt met verregaande rationalisatie. In 1973 kwamen de Nedlloyd Delft en Nedlloyd Dejima in de vaart, ontworpen door Vossnack en Buijs. Met hun stoomturbines liepen deze zo'n 30 knopen, wat het de toenmalig snelste containerschepen maakte. Met een capaciteit van 2952 TEU waren het ook de grootste containerschepen.
Nedloyd mocht niet toetreden tot het consortium TRIO bestaande uit Hapag-Lloyd, Mitsui O.S.K. Lines (MOL) en Nippon Yusen Kaisha (NYK) en nam daarop met de twee nieuwe schepen deel aan het consortium Scanservice, een rond-de-wereld-dienst tussen Europa en het Verre Oosten met elke 15 dagen een afvaart. Deze dienst bestond uit drie Scandinavische rederijen, Svenska Ostasiatiska Kompaniet met de Nihon, Det Østasiatiske Kompagni (EAC) met de Selandia en Jutlandia en Wilh. Wilhelmsen met de Toyama, allen drieschroevers. Deze dienst werd daarop ScanDutch genoemd met het hoofdkantoor in Kopenhagen. Ook het Franse Messageries maritimes voegde zich met de Korrigan bij ScanDutch, wat vier afvaarten per maand mogelijk maakte. Messageries maritimes fuseerde in 1977 met Compagnie Générale Transatlantique tot Compagnie Générale Maritime (CGM).

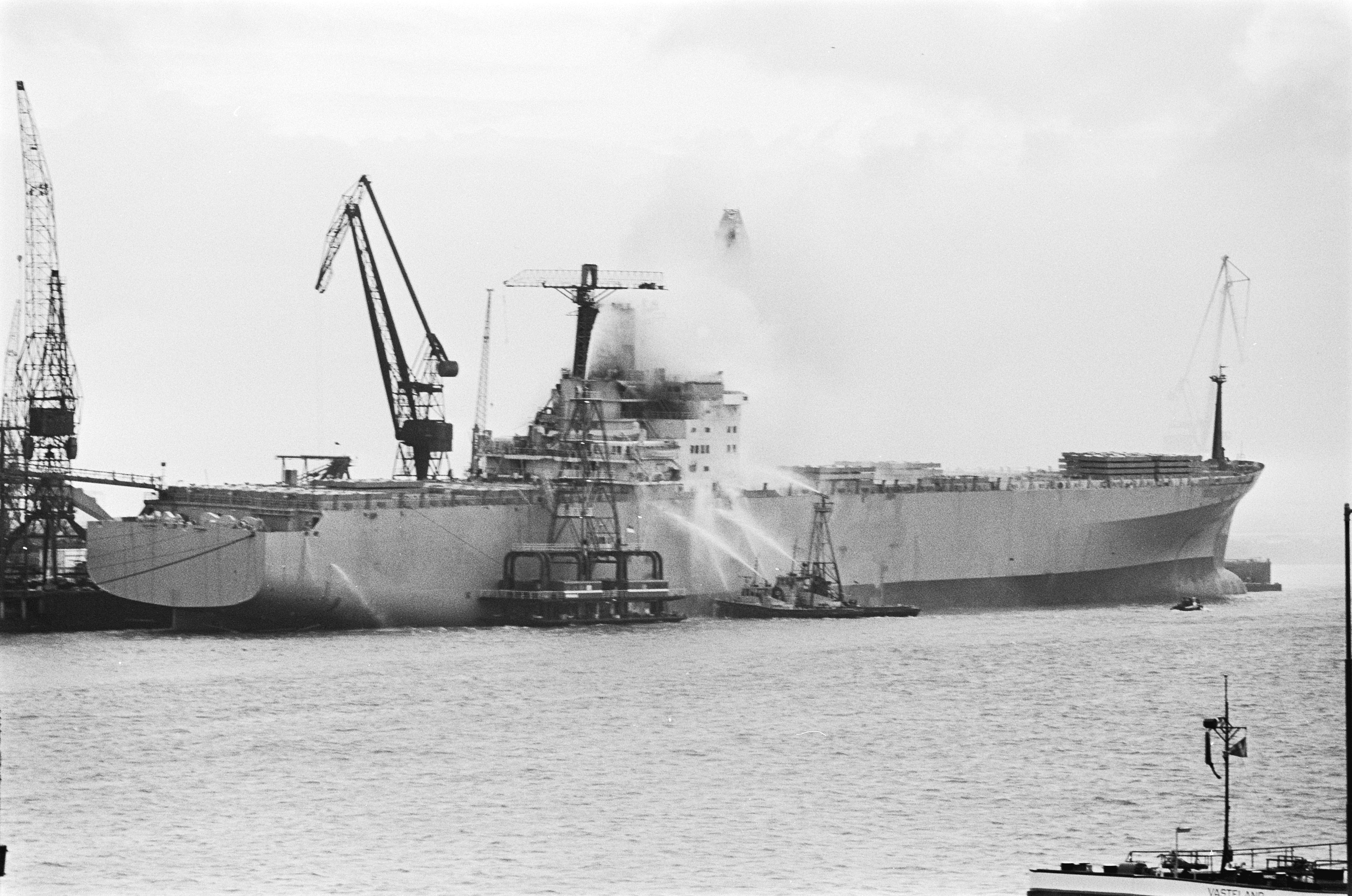
De Nedlloyd Hoorn in aanbouw op 24 januari 1978 bij Verolme terwijl een brand geblust wordt

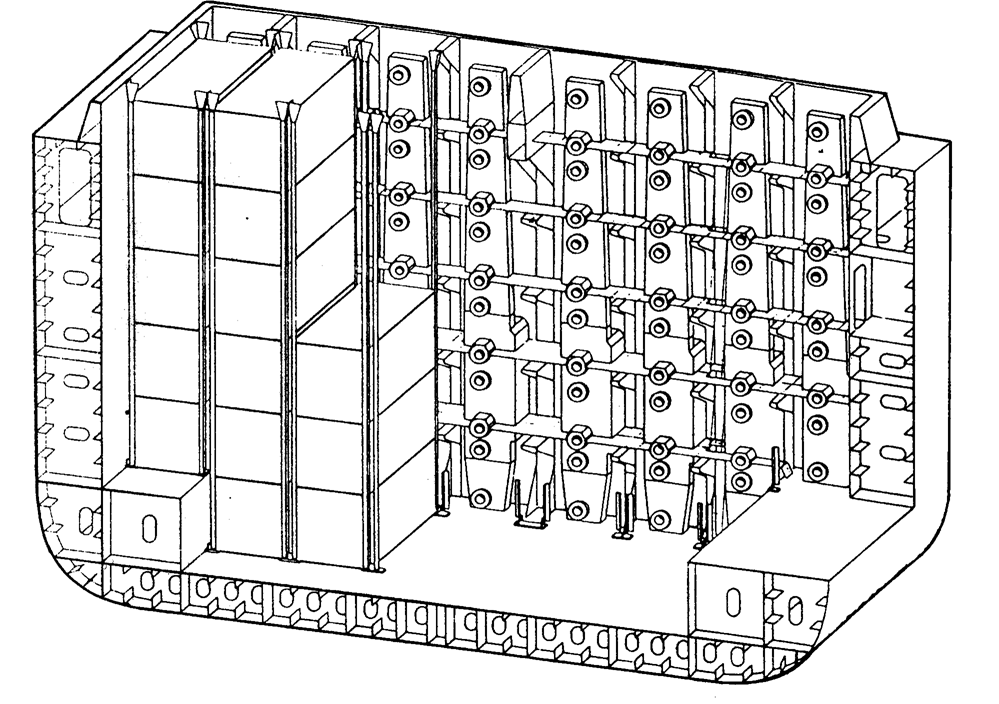
Schematische voorstelling van verticaal conair-systeem

In 1977-79 werden de containerschepen Nedlloyd Hoorn en Nedlloyd Houtman opgeleverd. Deze waren kleiner en na de oliecrisis van 1973 en de gestegen olieprijs uitgerust met dieselmotoren. Voor de Southern Africa Europe Container Service (SAECS) waren ze uitgerust met conair, een koelsysteem voor porthole-containers. Voor dezelfde dienst werd de Transvaal opgeleverd, gebouwd voor Deutsche Afrika-Linien (DAL) en Nedlloyd. In 1987 kreeg Nedlloyd het schip in beheer en werd de naam Heemskerck. In 1977 trad Malaysia International Shipping Corporation (MISC) toe tot ScanDutch en bracht in 1979 de Bunga Suria en Bunga Permai in. Nedlloyd bracht de Nedlloyd Houtman in, zodat de dienst uitgevoerd werd met tien schepen.
In deze periode werden ook vier conro-schepen opgeleverd. De in Nederland gebouwde Nedlloyd Rotterdam en Nedlloyd Rochester hadden onderdeks vier dekken en een lengte van 196,5 m vanwege havenrestricties in Koeweit. Deze restricties bleken minder stringent dan aanvankelijk gedacht, waarop de Japanse Nedlloyd Rouen en Nedlloyd Rosario langer werden. Ook hadden deze naar Scandinavisch model onderdeks drie dekken, waarbij twee dekken tweehoog containers konden herbergen, al moeten die geplaatst worden met grote heftrucks wat daardoor arbeidsintensief is. Op het hoofddek kunnen containers direct door containerkranen geplaatst worden. De roro's waren gebouwd voor de dienst tussen de Verenigde Staten en het Midden-Oosten waar toen een grote behoefte was aan zwaar materieel. Na enkele jaren nam de behoefte aan luxer rollend materiaal toe, maar uiteindelijk werd met een toenemend aantal containerterminals efficiënter om op deze dienst containerschepen in te zetten, waarop de roro's op andere diensten werden ingezet.

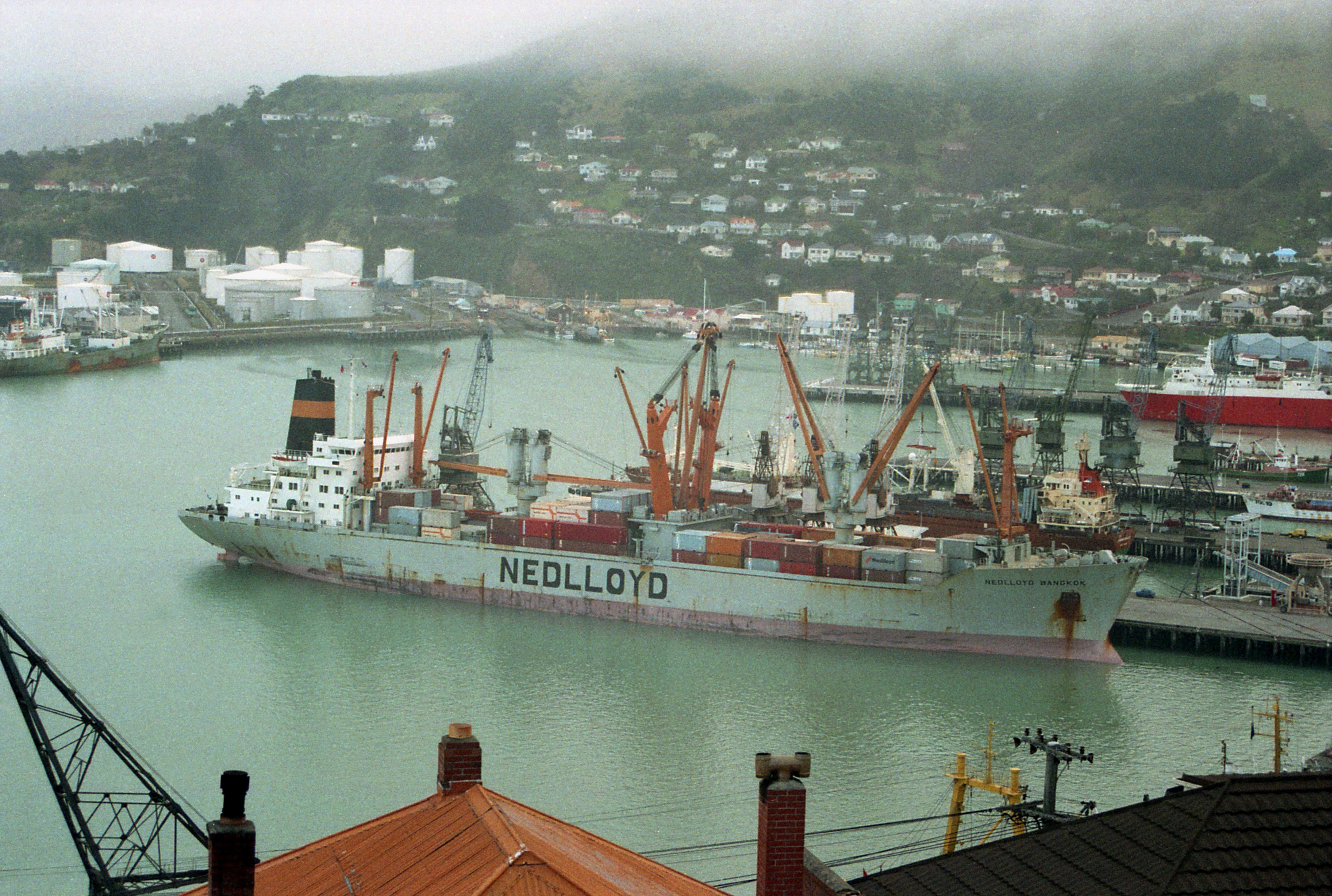
De Nedlloyd Bangkok te Lyttelton, Nieuw-Zeeland (1987)

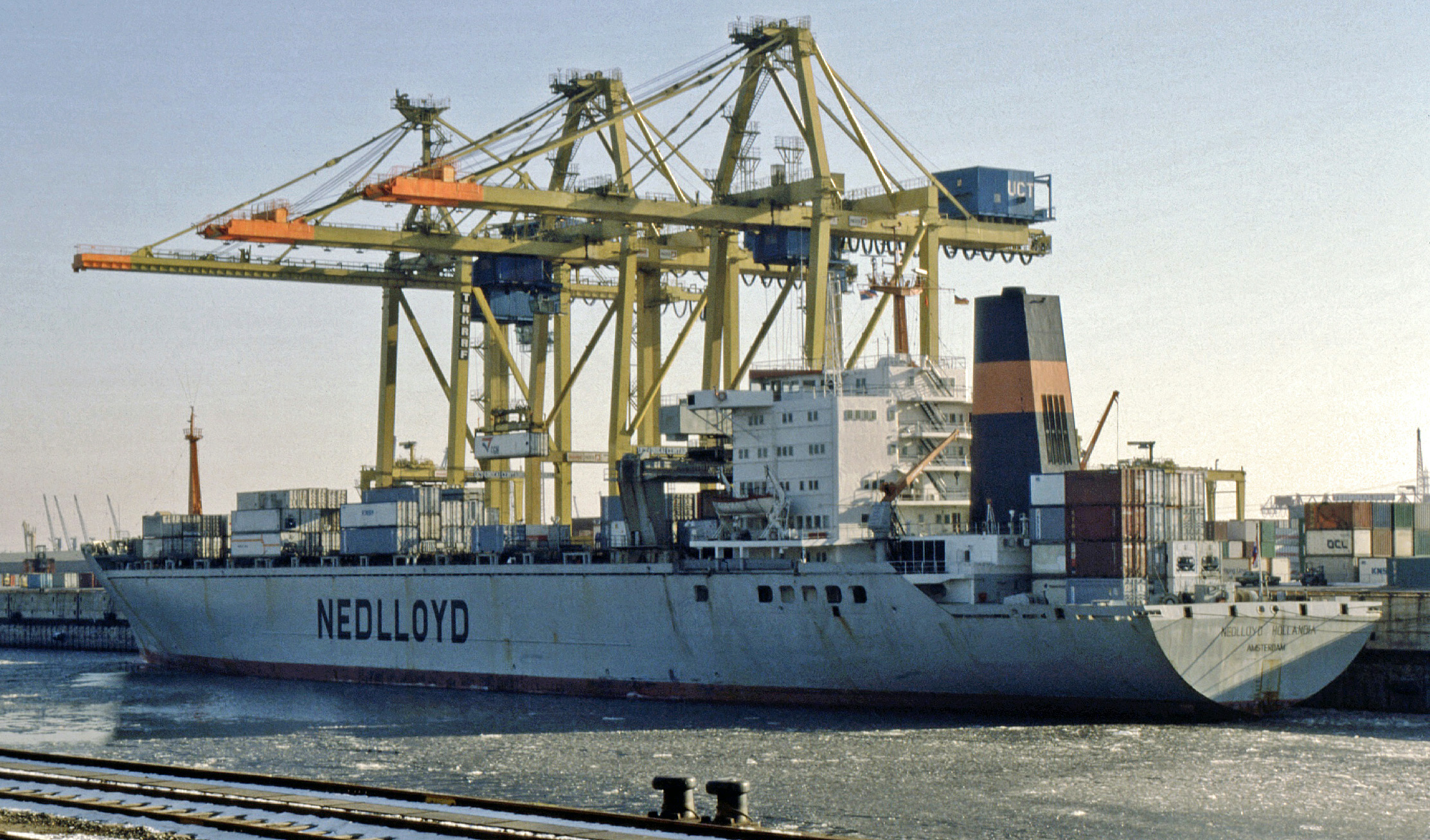
De Nedlloyd Hollandia in de haven van Hamburg (1986)

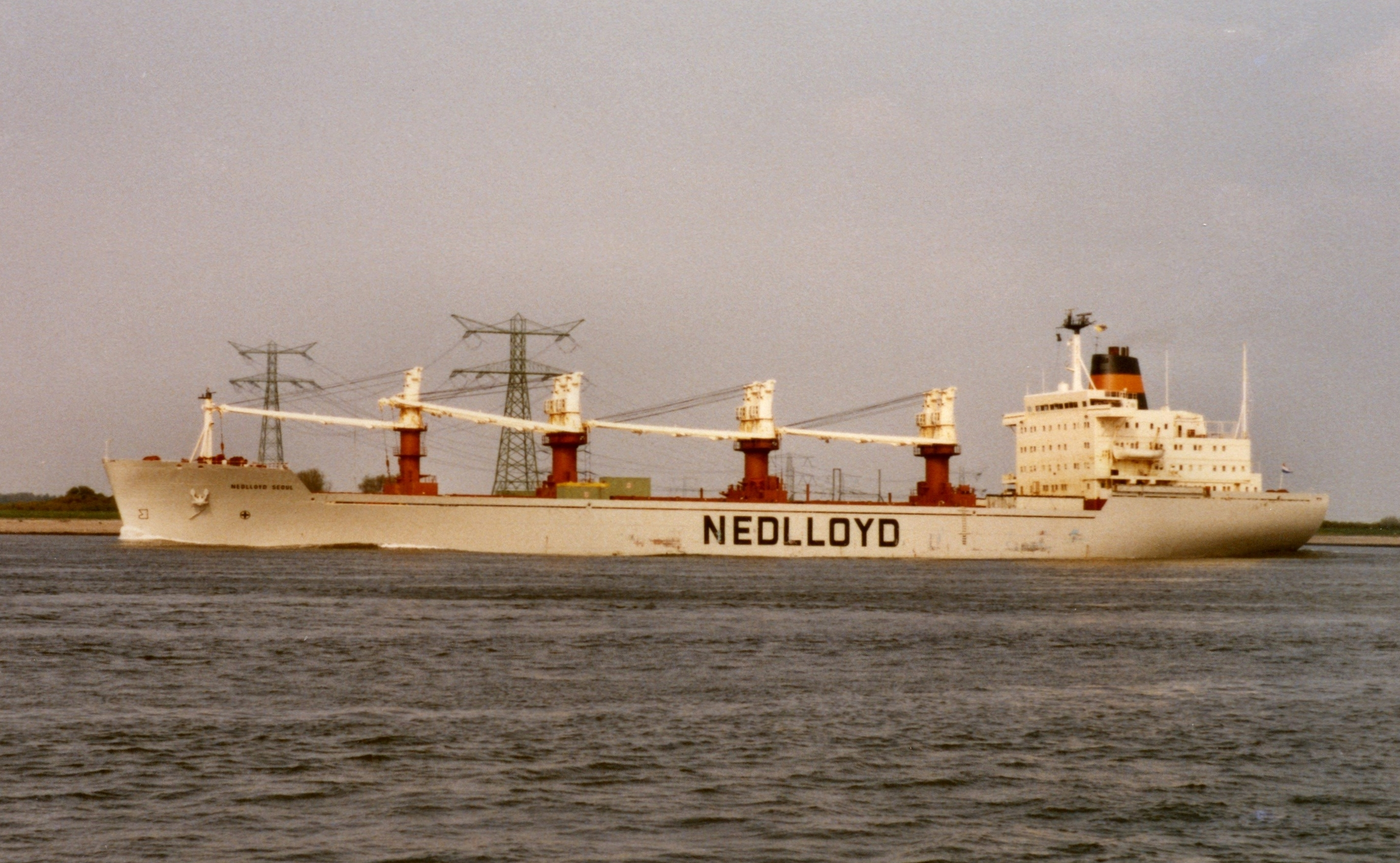
De Nedlloyd Seoul uitgaand op de Nieuwe Waterweg (1985)

De conro's werden aangevuld met vier multi-purpose carriers (MPC's), de Nedlloyd Bahrain, Nedlloyd Baltimore, Nedlloyd Bangkok en Nedlloyd Barcelona, waarvan de eerste drie aanvankelijk met de conro's werden ingezet tussen de Verenigde Staten en het Midden-Oosten.

### Fusie Nedlloyd en KNSM
Eind 1980 begonnen besprekingen tussen de Koninklijke Nedlloyd Groep N.V. en de KNSM Group N.V. (KNSM). De KNSM was tot de conclusie gekomen dat voortzetting van haar activiteiten zonder verdere ondersteuning niet mogelijk was. In 1969 had de KNSM nog de Koninklijke Hollandsche Lloyd (KHL) van Internatio-Müller overgenomen en ook de Batavierlijn van Wm. H. Müller. De KHL was al vanaf 1908 betrokken bij lijndiensten tussen West-Europa en Brazilië, Uruguay en Argentinië.
Met deze laatste toevoeging van KNSM en KHL aan de Koninklijke Nedlloyd Groep kwam een einde aan de fusiestorm die vanaf 1970 door de Nederlandse scheepvaart had gewoed. Individuele maatschappijen verloren hun eigen identiteit en lijndiensten werden gerationaliseerd. Een bijkomend probleem was de pluriformiteit van de diverse werkmaatschappijen waar de kernactiviteiten varieerden van zeescheepvaart, Rijn- en binnenvaart, wegtransport, cargadoorsbedrijven, luchtvaart tot bulk/chartervaart.
Nedlloyd was geworteld in de tradities van de Nederlandse koopvaardij, maar ontwikkelde zich in de jaren 1970, 1980 en 1990 tot een allround logistiek dienstverlener met divisies die zich bezighielden met wereldwijd containervervoer, bulkvervoer, havenactiviteiten, landtransport, pakketvervoer, de luchtvaart, energie en toerisme.

### Diversificatie
De strategie van Nedlloyd was in de jaren 1970 en 1980 gericht op diversificatie. Er werd uitgebreid aan acquisitie in binnen- en buitenland gedaan en bedrijven als Van Gend & Loos en Union Transport en een hele reeks landtransportbedrijven in met name België en Duitsland werden aan het concern toegevoegd. Op het gebied van de luchtvaart werden Martinair (50%) en Transavia door Rotterdamsche Lloyd respectievelijk KNSM ingebracht; Netherlines werd in 1986 door Nedlloyd overgenomen.
Het bedrijfsonderdeel Nedlloyd Rijn- en Binnenvaart ontstond op 9 juni 1977 door de binnenvaartrederijen van De Haas Scheepvaart Maatschappij en Damco Scheepvaart samen te voegen. Binnen het Nedlloyd-scheepvaartconcern met de officiële naam Nederlandse Scheepvaart Unie werd Nedlloyd Rijn- en Binnenvaart ondergebracht bij de werkmaatschappij Ruys Transport Groep, kortweg RTG genoemd. Globaal gesproken waren bij de RTG alle niet-zeevaartactiviteiten ondergebracht, zoals wegtransport en cargadoorsbedrijven.
In de jaren 1980 werden enkele kleinere containerschepen gebouwd, de Nedlloyd Zeelandia die nog door de KNSM was besteld, de Nedlloyd Colombo, de zusterschepen Nedlloyd Clarence en Nedlloyd Clement en de zusterschepen Nedlloyd Van Neck, Nedlloyd Van Noort en Nedlloyd Van Diemen.
Uit de failliete boedel van United States Lines nam het in 1988 twee Jumbo Econships in rompbevrachting, de Nedlloyd Holland en Nedlloyd Hudson. Dit waren de grootste containerschepen van die tijd en het waren vanwege de hoge olieprijs langzame schepen. Tegen de tijd dat ze opgeleverd werden, was de olieprijs echter ingezakt en konden ze moeilijk op tegen de snellere schepen, wat uiteindelijk het einde betekende van United States Lines. In 1993 werd de charter van deze schepen gestopt.

### Torstein Hagen

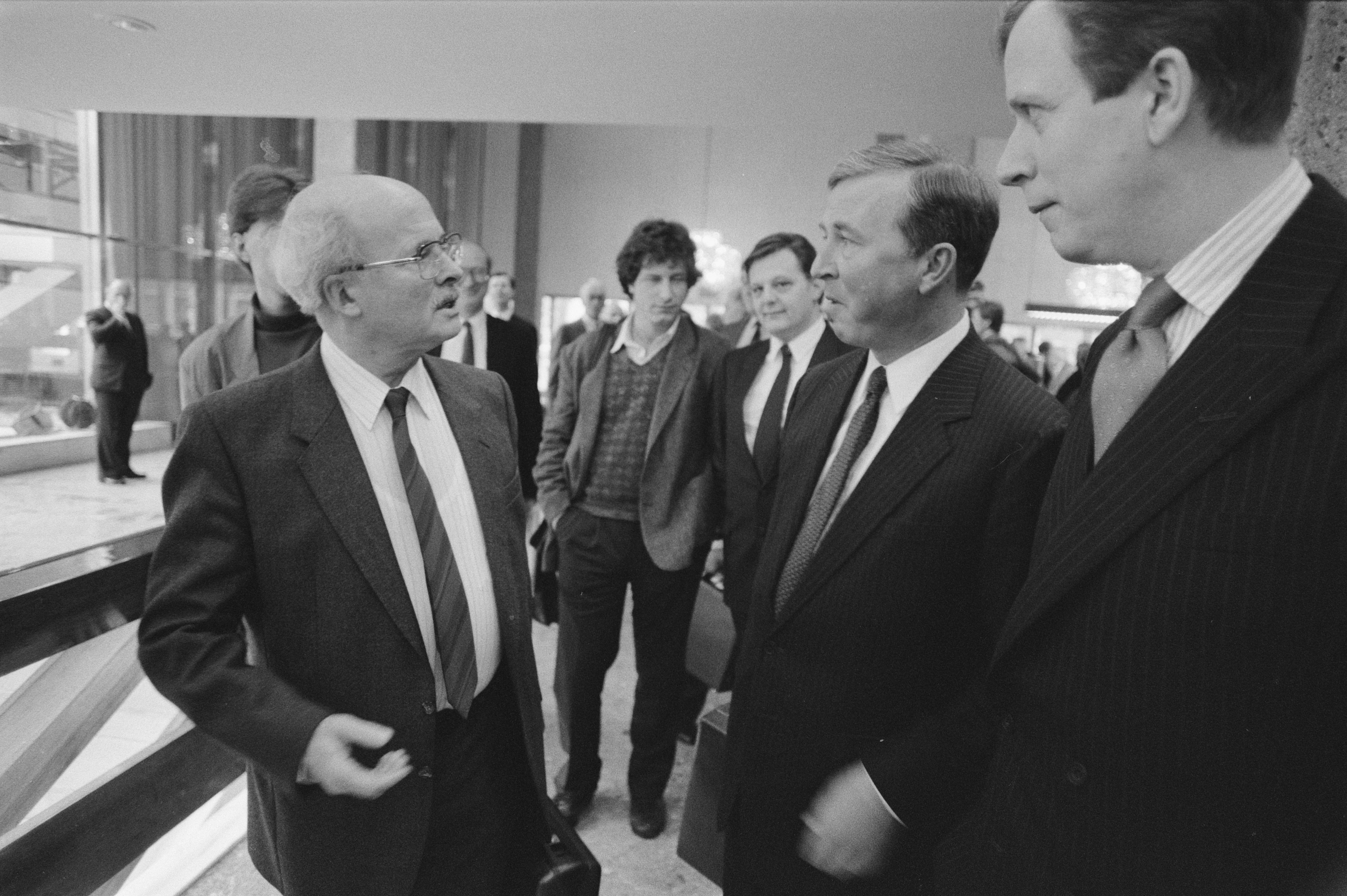
Torstein Hagen in het midden in gesprek met president-commissaris Rein Wijkstra tijdens een aandeelhoudersvergadering van Nedlloyd op 25 januari 1988

In 1987 had de Noorse belegger Torstein Hagen een belang van 5% in Nedlloyd opgebouwd. De financiële resultaten van Nedlloyd waren matig en de beurskoers stond belangrijk lager dan de intrinsieke waarde. Op vrijdag 18 december 1987 maakte Nedlloyd bekend de vloot af te waarderen met meer dan 1 miljard gulden en nieuwe aandelen te gaan uitgeven. Op 13 januari 1988 presenteerden Torstein Hagen en zijn partner Lars Patterson een alternatief plan voor Nedlloyd. In plaats van een forse afschrijving wilde Hagen dat Nedlloyd zich zou concentreren op de scheepvaartactiviteiten en de overige activiteiten zou afstoten.
Nedlloyd-topman Henk Rootliep ageerde fel tegen deze plannen. Op 12 februari 1988 kwamen de aandeelhouders van Nedlloyd bijeen. Hagen wist met steun van andere beleggers de uitgifte van nieuwe aandelen te blokkeren. Het Nedlloyd-bestuur wilde niet meegaan in een grote herstructurering en wilde helemaal niets weten van een uitverkoop van activiteiten. Alleen een aandelenbelang van 40% in Transavia werd verkocht aan KLM, maar verder bleef alles bij het oude. Over 1990 leed Nedlloyd een aanzienlijk verlies van 148 miljoen gulden.
In 1991 ging Hagen opnieuw in de aanval. Hij had zijn belang in Nedlloyd verhoogd naar 25% en eiste vijf commissariszetels. Dit werd door het bestuur afgewezen. De aandeelhouders keerden zich tegen de starre houding van het bestuur en keurden de jaarrekening van Nedlloyd af, een unicum in het Nederlandse vennootschapsland. Nedlloyd kon niet anders dan de aandeelhouders tegemoet te komen. In kleine stapjes werden belangen verkocht, maar echt grote verkopen deden zich niet voor. Zo verkocht Nedlloyd in 1991 een meerderheidsbelang in zijn droge bulkvloot aan de Italiaanse rederij Bulkitalia. Nedlloyd Tankers, met drie eigen schepen onder Nederlandse vlag (de Maas-S-klasse) en een schip op timecharter, bleef buiten de transactie. Nedlloyd wilde niet meer investeren in droge bulkschepen, omdat dit geen kernactiviteit meer was. In 1992 ging de raad van bestuur akkoord met een commissariszetel voor Hagen. De ondernemingsraad was echter fel tegen en Nedlloyd moest naar de rechter om voor de benoeming goedkeuring te krijgen. Op 1 oktober 1992 werd Hagen eindelijk benoemd in de raad van commissarissen. Dit werd geen succes en na twee maanden trad hij alweer af. Hij verkocht zijn aandelenbezit. De aandelen die hij vijf jaar eerder had gekocht tegen een koers van 130 gulden gingen voor 34 gulden van de hand. Op 1 juli 1993 trad Rootliep af, hij was zes jaar topman bij Nedlloyd. Hij werd opgevolgd door Leo Berndsen, afkomstig van Aegon, de eerste bestuursvoorzitter die niet uit de eigen organisatie kwam.
In deze periode vond de ramp met de Maassluis plaats. Tijdens een storm verging deze op de rede van Skikda, waarbij 27 opvarenden om het leven kwamen.

### Terug naar de kern
Onder druk van Hagen en tegenvallende resultaten keerde men in de jaren 1990 terug naar twee kernactiviteiten: wereldwijd containervervoer met het eigen lijnennetwerk en een Europees netwerk voor transport en distributie. Veel andere activiteiten werden afgestoten. Ondanks een gewijzigde strategie, desinvesteringen, kostenbesparingsprogramma's, rationalisatie van de bedrijfsvoering en het toepassen van ICT-oplossingen, lukte het Nedlloyd niet de posities in te nemen die het voor ogen had. Zowel ter zee als op het land moest schaalvergroting ervoor zorgen dat men de concurrentie voorbleef, maar het bedrijf had niet de financiële robuustheid om dit te bewerkstelligen. Door het sluiten van allianties ter zee en strategische partnerschappen op het land probeerde Nedlloyd schaalvoordelen te behalen.
In de eerst helft van de jaren 1980 waren er nog enkele kleinere containerschepen gebouwd, maar daarna bleef het geruime tijd stil. In 1991 kwam Nedlloyd echter met wat een revolutionair ontwerp moest zijn, de Ultimate Container Carrier (UCC). Hiervan zouden er vijftien gebouwd worden, maar uiteindelijk werden dit er zeven, waarvan vijf kleinere panamax – de Nedlloyd Asia, Nedlloyd Europa, Nedlloyd America, Nedlloyd Africa en Nedlloyd Oceania – en twee grotere postpanamax – de Nedlloyd Hongkong en Nedlloyd Honshu. Deze open-containerschepen waren gebouwd met alleen op het voorste laadruim luikdeksels, de ruimen daarachter waren open met doorlopende cell guides of geleidebanen. Dit zou moeten resulteren in een tijdsbesparing, omdat hiermee voor containers die onderdeks stonden de luiken niet geopend hoefden te worden. Ook waren ze zo gebouwd dat er met een kleine kernbemanning van maritiem officieren gevaren kon worden.
In 1992 kwam er een einde aan ScanDutch. De overgebleven partners Nedlloyd, MISC en CGM gingen een minder centraal gestuurd Tonnage Sharing Agreement (TSA) aan. In 1995 verkocht CGM zijn rechten aan de andere twee en trok zich terug uit de dienst Europa-Verre Oosten. Nedlloyd charterde het voor die dienst gebouwde schip van CGM als Nedlloyd Normandie, ook een postpanamax. Een nieuwe samenwerking werd gevonden met MOL, American President Lines en Orient Overseas Container Line (OOCL) in wat de Global Alliance werd. Deze had dat jaar een marktaandeel van 8,1%, terwijl de Grand Alliance met Hapag-Lloyd, NYK, NOL en P&O 11,5% had en Maersk-Sealand 9,4%.
In 1996 verkocht Nedlloyd offshore-dochter Neddrill aan Noble. Noble betaalde ongeveer 350 miljoen dollar, waarvan 300 miljoen contant en vijf miljoen aandelen met een toenmalige koers van tien dollar. Nedlloyd behaalde een boekwinst van zo'n 250 miljoen gulden en de opbrengst werd gebruikt om de rentedragende schuld te verminderen. Noble nam Neddrill integraal over inclusief al het personeel. De Neddrill-vloot omvatte negen eenheden: twee boorschepen met een dynamisch positioneringssysteem, zes jackups die op de Noordzee werden ingezet en een halfafzinkbaar platform. Neddrill was vooral actief op de Noordzee en was daarmee complementair aan Noble, dat vooral werkte in de Golf van Mexico, het Midden-Oosten, Zuid-Amerika en West-Afrika.
De rederij kreeg in grote lijnen de gestalte waarin het zou bestaan tot in 1997 de divisie Lijnen, waarin de containerscheepvaart was geconcentreerd, een fusie aanging met het Britse P&O Containers om P&O Nedlloyd te vormen.
In september 1998 maakte het concern nog bekend met drie andere Europese logistieke dienstverleners de alliantie E1 te vormen. De partners waren DanTransport uit Denemarken, de Dubois Groep uit Frankrijk en Saima Avandero uit Italië. De alliantie wilde grote internationale verladers bedienen die niet meer zaken willen doen met meerdere lokale of regionale transporteurs, maar met een pan-Europese logistiek dienstverlener. Bij E1 stond letter E voor Europa, de alliantie richtte zich in het bijzonder op de producenten van auto's, lichaamsverzorgingsproducten, speelgoed, consumentenelektronica en sportartikelen. In de twee voorafgaande jaren werkten de vier bedrijven al intensief samen.
In maart 1999 verkocht Nedlloyd al de landtransport-activiteiten aan Deutsche Post AG. De businessunits Van Gend & Loos en Selektvracht werden onderdeel van de pakketvervoerdivisie van Deutsche Post. De businessunits Nedlloyd Flowmasters (geïntegreerde logistiek), Nedlloyd Districenters (warehousing), Nedlloyd Distribution Services (groupagediensten in Europa), Nedlloyd Unitrans (groupage en transport in Duitsland), Nedlloyd Chemical Logistics, Nedlloyd Fashion Services en Gerlach (douane-expeditie) werden onder gebracht bij Danzas, een dochter van de Deutsche Post.
Van de 11.500 werknemers die overgingen naar Deutsche Post waren ongeveer 5000 Nederlands. De divisie Europees Transport en Distributie, waarin de landactiviteiten van Nedlloyd waren gebundeld, had in 1998 een omzet van 3,2 miljard gulden. Na de verkoop had het bedrijf zo'n 1,2 miljard gulden in kas en een belang van 50% in zeescheepvaartmaatschappij P&O Nedlloyd en 100% in het zwaar-transportbedrijf Mammoet. Met de dagelijkse leiding van die bedrijven bemoeide Nedlloyd zich niet.

### Het eindspel
Vanaf 2000 was Nedlloyd in essentie nog slechts een holding voor het 50% belang in P&O Nedlloyd. Het Britse P&O had de overige 50% in handen. Het hoofdkantoor had dan nog een twintigtal stafmedewerkers, de raad van bestuur werd teruggebracht tot een persoon. In de hoogtijdagen, toen Nedlloyd in de ogen van het publiek Hollands Glorie vertegenwoordigde, had het bedrijf meer dan tienduizend werknemers, verspreid over de schepen en honderden kantoren wereldwijd.
In 2004 werd P&O Nedlloyd verzelfstandigd door een zogeheten reverse listing waarbij de Anglo-Nederlandse rederij de notering aan de beurs van Nedlloyd overnam. Hiermee verdween de naam Nedlloyd van de Amsterdamse beurs om plaats te maken voor Royal P&O Nedlloyd. Nog geen jaar na de verzelfstandiging van P&O Nedlloyd werd het bedrijf overgenomen door het Deense A.P. Møller-Mærsk Group, de grootste rederij ter wereld.

## Hoofdkantoor

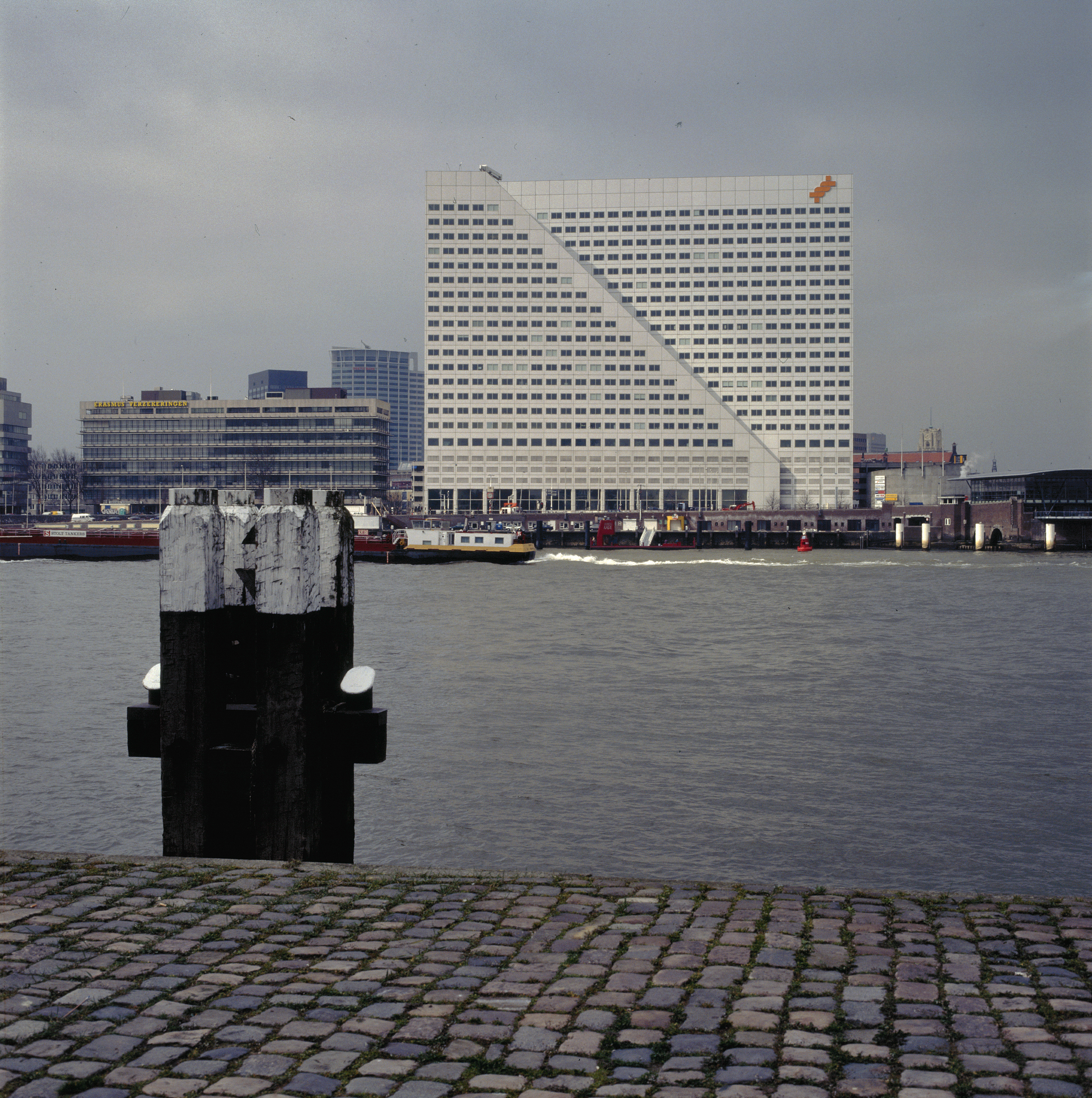
Het Nedlloyd-gebouw te Rotterdam met de knoop in 2000

Het hoofdkantoor van Nedlloyd was tot aan 1988 gevestigd aan de Houtlaan in het Rotterdamse scheepvaartkwartier. In 1988 werd het nieuwe hoofdkantoor Willemswerf van architect Wim Quist opgeleverd. Het meer dan 90 meter hoge kantoorgebouw aan de Boompjes langs de Nieuwe Maas met z'n witte gevel en opvallende trapezoïde is een karakteristiek onderdeel van de Rotterdamse skyline. Op 9 februari 2006 werd de karakteristieke knoop, het logo van het concern, na achttien jaar verwijderd van de gevel van het kantoorgebouw.

## Nalatenschap
De naam Nedlloyd leeft nog voort in het Nedlloyd Pensioenfonds en in de Stichting Kunstbezit Koninklijke Nedlloyd die het culturele erfgoed van Nedlloyd en de rechtsvoorgangers in bezit heeft. Een selectie hieruit is permanent te bezichtigen in de speciale Nedlloyd-vleugel van het Maritiem Museum Rotterdam.